# Jaunpils (novads)
Jaunpils est un novads de Lettonie, situé dans la région de Zemgale. En 2009, sa population est de 2 814 habitants.

## Personnalités liées
- Zanis Waldheims (1909-1983), artiste contemporain letton y est né